# Chaetocarpus rabaraba
Chaetocarpus rabaraba là một loài thực vật có hoa trong họ Peraceae. Loài này được Capuron mô tả khoa học đầu tiên năm 1972.